# جعفرقلی نیرالملک

جعفرقلی خان نیرالملک

جعفرقلی نَیِّرالملک (۱۲۴۷-۱۳۳۳ ه. ق.) از رجال قاجاریه.
جعفرقلی‌خان فرزند رضاقلی‌خان هدایت در تهران متولد شد. تحصیلات مقدماتی را زیرنظر پدر طی کرد، به فارسی و عربی تسلط پیدا کرد و با مقدمات فرانسه آشنا شد و سپس وارد دارالفنون گردید. در سال ۱۲۷۹ به دستور ناصرالدین شاه قاجار به مدیریت دارالفنون گمارده شد. عبدالغفار نجم‌الدوله در این دوره و با مساعدت‌های نیرالملک توانست نقشه‌ای از تهران تهیه کند. در سال ۱۳۱۴ وزیر علوم شد و در دورهٔ هشت‌سالهٔ وزارت خود انجمن معارف را تشکیل داد که به تأسیس مدارس نوین در شهرهای ایران می‌پرداخت. مدتی نیز در کابینهٔ مشیرالسلطنه، وزیر اوقاف بود.
نیرالملک در سن ۸۶ سالگی در تهران درگذشت.

## فرزندان
1. سلیمان‌خان
2. رضاقلی‌خان نیرالملک
3. هدایت‌قلی‌خان اعتضادالملک
4. امیرلشگر کریم هدایت
5. دختر، همسر مهدی‌قلی هدایت